# John Danielsen
John Danielsen (Odense, 13 de julho de 1939) é um ex-futebolista dinamarquês, medalhista olímpico. 

## Carreira
John Danielsen fez parte do elenco medalha de prata, nos Jogos Olímpicos de 1960.

## Ligações Externas
- Perfil em NFT